# Leopold von Hoesch
Leopold von Hoesch,  né le 10 juin 1881 à Dresde (Allemagne), mort le 10 avril 1936 à Londres (Royaume-Uni), est un diplomate allemand. 

## Biographie
Après avoir occupé des postes consulaires, il est nommé conseiller à l'ambassade d'Allemagne à Paris, dont il prend la direction à titre provisoire en novembre 1923. Il est accrédité comme ambassadeur en février 1924 et occupe ce poste jusqu'en 1932. Il est alors nommé à l'ambassade de Londres et occupe ce poste jusqu'à sa mort en 1936.
Ses funérailles ont lieu à Londres, où son cercueil, recouvert du drapeau à croix gammé, reçoit les honneurs militaires.